# Subway

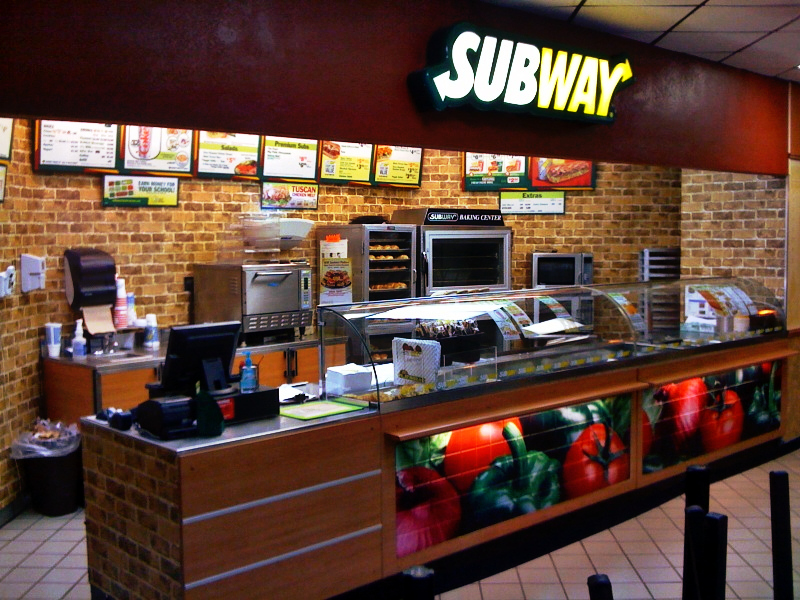
Mostrador de un restaurante Subway.

Subway IP Inc. (estilizado como SUBWAY) es una cadena de restaurantes de comida rápida estadounidense especializada en la elaboración de sándwich submarino y bocadillos, ensaladas, pizza por ración y sus características galletas. Su sede central se encuentra en Milford, Connecticut.
Se encuentra en la tercera posición a nivel de negocios, por detrás de McDonald's y KFC (según datos de Forbes, de abril de 2013).
Cuenta con más de 44 852 establecimientos repartidos por 112 países desde el 11 de septiembre de 2016, teniendo en los Estados Unidos solamente 26.709 puntos de venta, lo que le convierte en la mayor franquicia del mundo en número de establecimientos y en el segundo grupo de restaurantes más grande, por detrás de Yum! Brands.
La sede de Subway se encuentra en Milford, Connecticut; cinco oficinas regionales son responsables del crecimiento del negocio internacional. En Europa, la sede de la compañía regional se encuentran en Ámsterdam, Países Bajos; Australia y Nueva Zelanda se administran en Brisbane; las tiendas de Asia se administran de ciudades como Beirut, Líbano, Kuala Lumpur, Malasia y Singapur; mientras que Miami, Florida, es el responsable de Latinoamérica.

## Origen

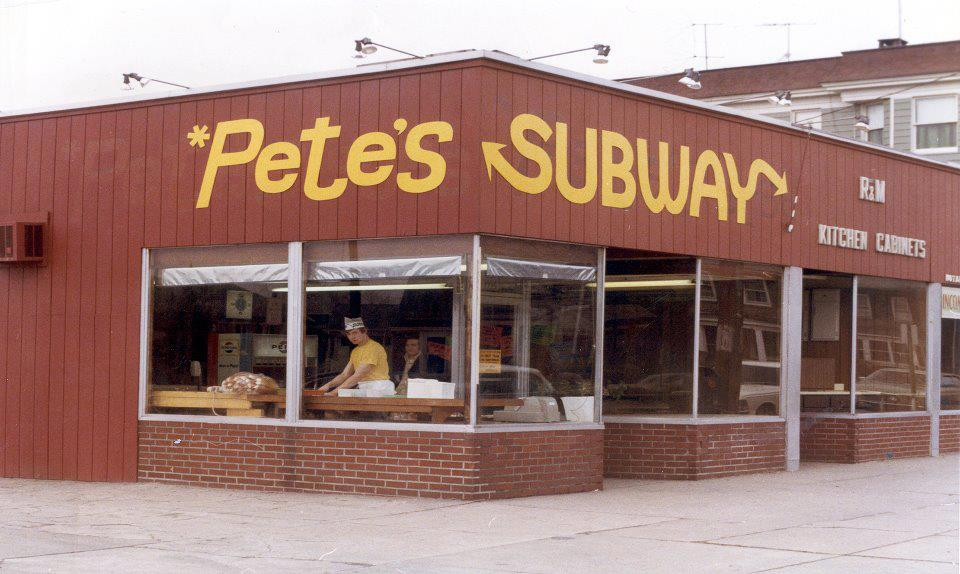
El quinto restaurante Subway.

Logotipo de Subway utilizado desde 1968 hasta 2002.

En 1965, cuando tenía 17 años de edad, Fred DeLuca pidió prestados 1000 dólares a su amigo Peter Buck para poner en marcha su primer establecimiento de sándwiches en Bridgeport, Connecticut, con el que quería ganar dinero para costearse la universidad. La tienda se llamó en un principio Pete's Submarines, pero fue cambiado al poco tiempo después por Pete's Subway. Cuando la cadena de restaurantes creció, fue acortado y pasó a llamarse solo Subway.

## Historia
El primer local en la costa oeste fue inaugurado en Fresno, California, en 1978. El primer Subway ubicado fuera de los Estados Unidos se abrió en Baréin en diciembre de 1984.
Tras consolidarse en los Estados Unidos debido a su modelo de franquicias, Subway se expandió al continente europeo y americano. Con el paso del tiempo pasó, a otros mercados no tradicionales, tales como el interior de varios establecimientos de Walmart, campus universitarios, o bases militares estadounidenses en el extranjero.
Actualmente, cuenta con cerca de 44.822 restaurantes en 112 países. En España, hay 58 locales. En Latinoamérica, Brasil cuenta con 2120 franquicias, México cuenta con 1047, seguido por Colombia con 374, Puerto Rico con 222, Argentina cuenta con 196, Venezuela con 183, Chile con 202, El Salvador con 102, Costa Rica con 70, Panamá con 64, y Guatemala con 61. Le siguen Ecuador con 49, Uruguay con 28, Honduras con 27, Nicaragua con 25, el Perú con 19, Bolivia con 15 y la República Dominicana con 9. 

Logotipo de Subway utilizado desde 2002 hasta 2016.

Desde 2007, Subway se ha alineado constantemente en la revista Entrepreneur en su lista Top 500 de franquicias, donde ha clasificado en el puesto #2 en 2012. También ocupó el puesto # 2 en la "Franquicia de más rápido crecimiento" y las listas de "franquicia global".
A finales de 2010, Subway se convirtió en la mayor cadena de comida rápida en todo el mundo, con 33 749 restaurantes (1012 más que McDonald's).
Para 2016, la cadena de comida rápida decidió hacer un rebranding cambiando su logo tras 15 años de mantener intacta su identidad corporativa e imagen. El nuevo diseño es minimalista, simplifica las líneas y usa una tipografía más fresca, además que hace lucir más brillantes los colores de la compañía, se empezaría a aplicar oficialmente para 2017. El cambio se realiza debido a que las ganancias correspondientes a 2015 cayeron 4,3%.
En 2022, abandona el mercado ruso por la guerra en Ucrania.

## Ubicaciones
África

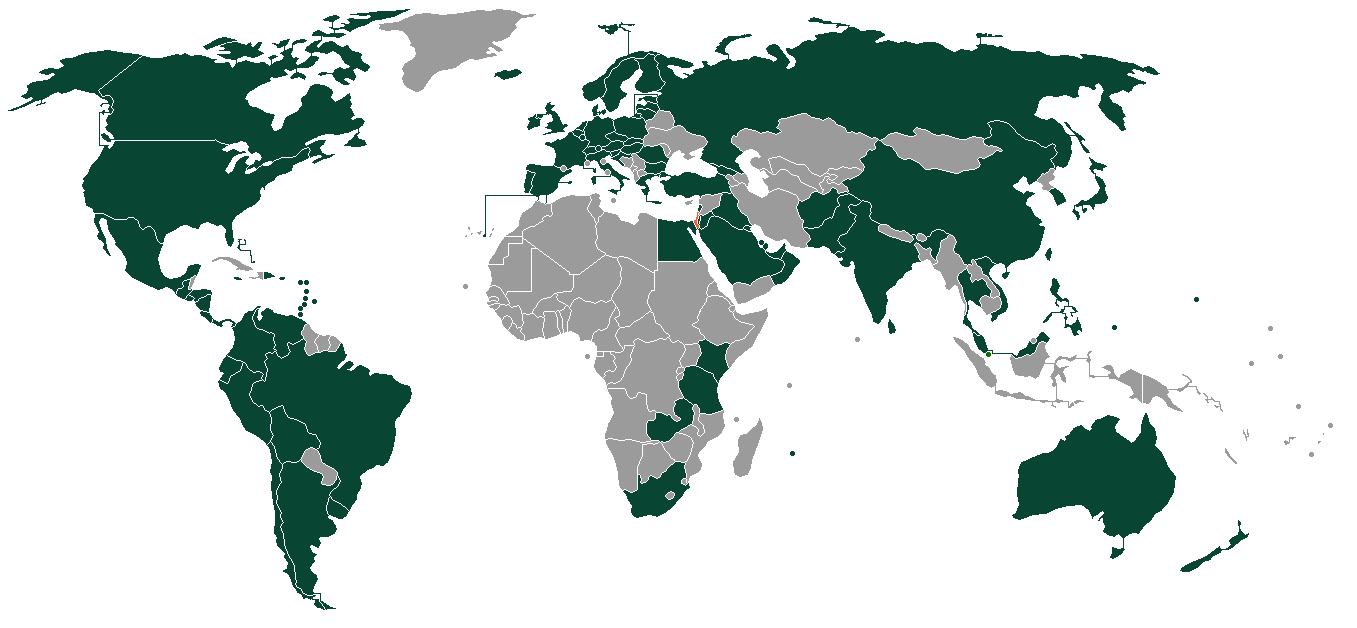
Los países con los restaurantes Subway
Los países con planes para Restaurantes Subway

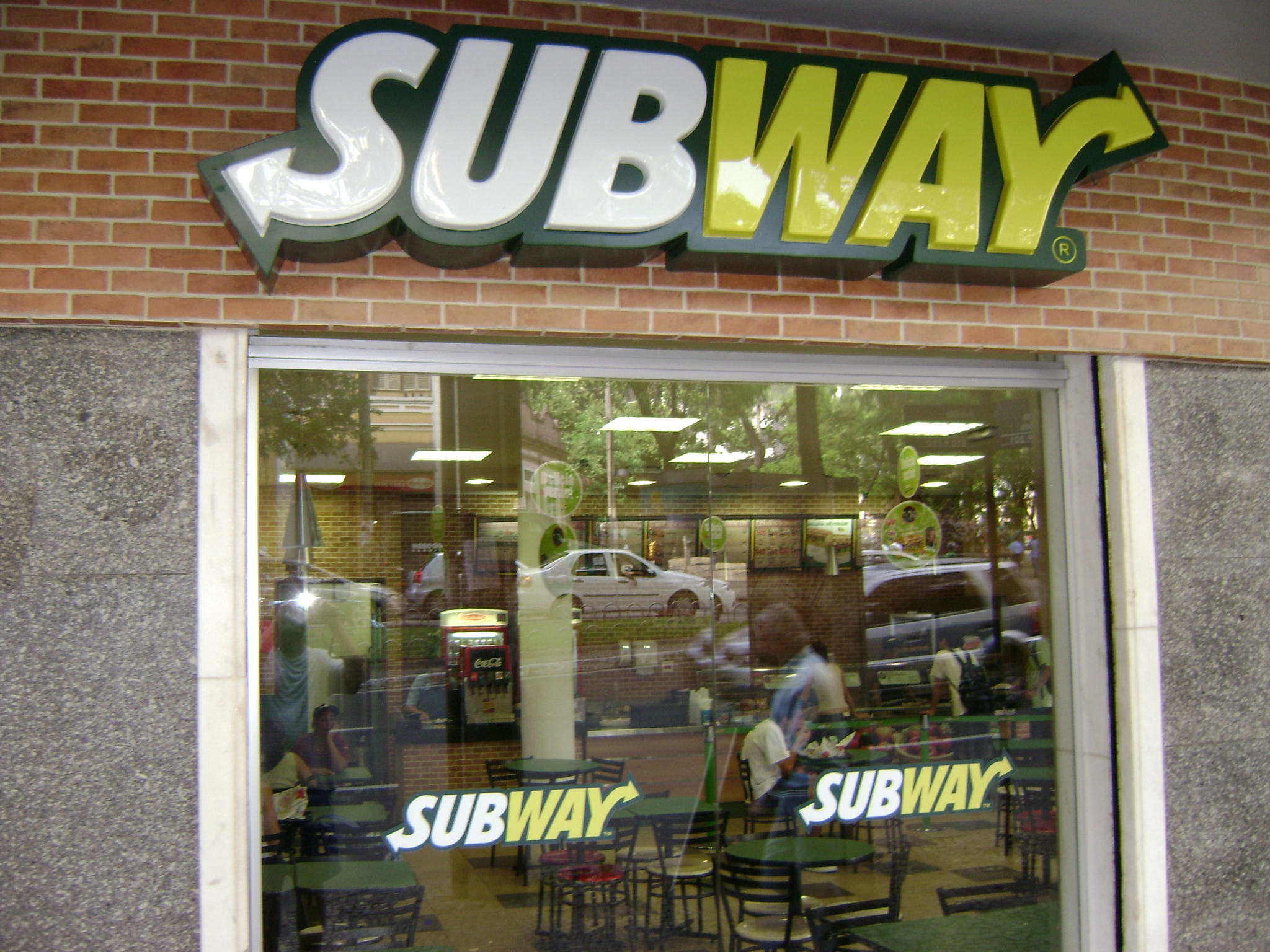
Subway en Belo Horizonte, Brasil. (2009)

Tiendas en Sudáfrica, Egipto, Kenia, Tanzania, Mauricio y Zambia. 
Pronto la cadena llegará a Marruecos y Yibuti.
Asia
Hay tiendas Subway en Afganistán (sólo en las bases militares de la OTAN), China, la Corea del Sur, Georgia, Guam, Hong Kong, la India, Japón, Macao, Malasia, Pakistán, Rusia, las Filipinas, Singapur, Sri Lanka, Taiwán, Tailandia y Vietnam.
Oceanía
Están situadas en Australia, las Islas Marshall, las Islas Marianas del Norte, Palaos y Nueva Zelanda.
Caribe
Hay en los siguientes países: Anguila, Antigua y Barbuda, Aruba, las Bahamas, Barbados, Bonaire, las Islas Caimán, Curazao, Dominica, Granada, Jamaica, Puerto Rico, San Cristóbal y Nieves, Santa Lucía, San Martín, Trinidad y Tobago, la República Dominicana, las Islas Vírgenes Británicas y las Islas Vírgenes de los Estados Unidos.
Europa

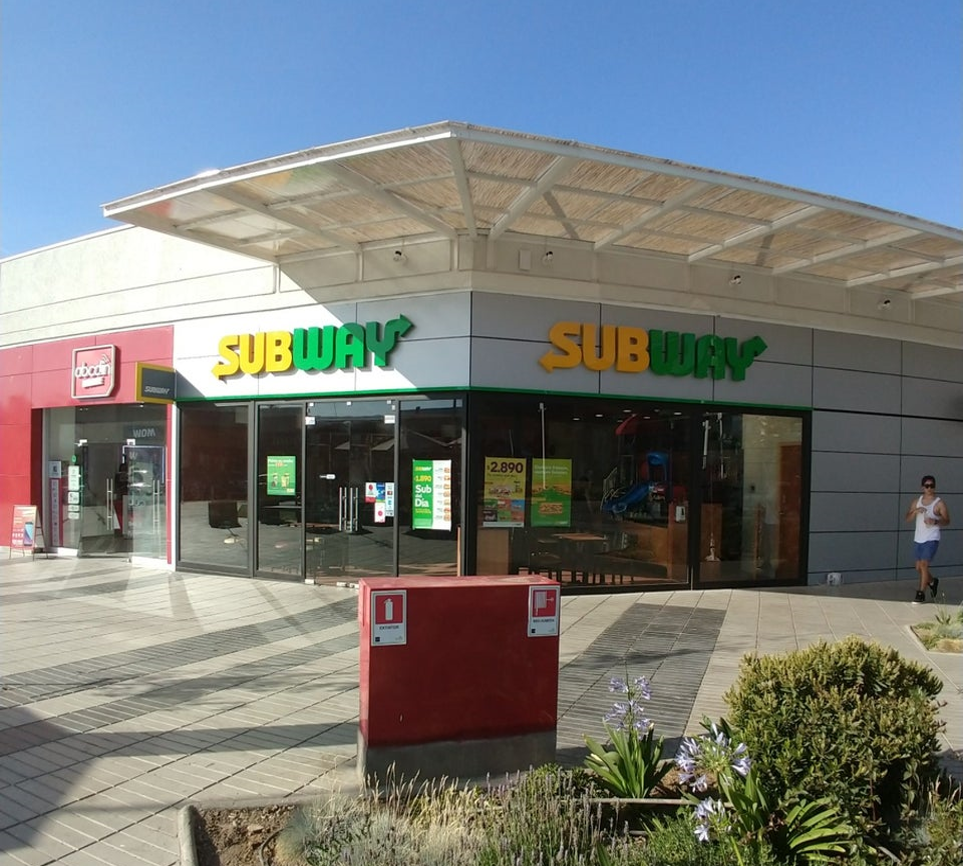
Subway en Santiago, Chile (2018)

Se puede encontrar en,Alemania, Austria, Bélgica, Bulgaria, Croacia, Dinamarca, Eslovaquia, Eslovenia, Grecia, Hungría, Irlanda, Islandia, Italia, Liechtenstein, Luxemburgo, Lituania, Letonia, Estonia, Malta, los Países Bajos, Noruega, Polonia, Portugal, la República Checa, Rumanía, Suecia, Suiza, Finlandia, Turquía, el Reino Unido, Francia y España.
Oriente Medio

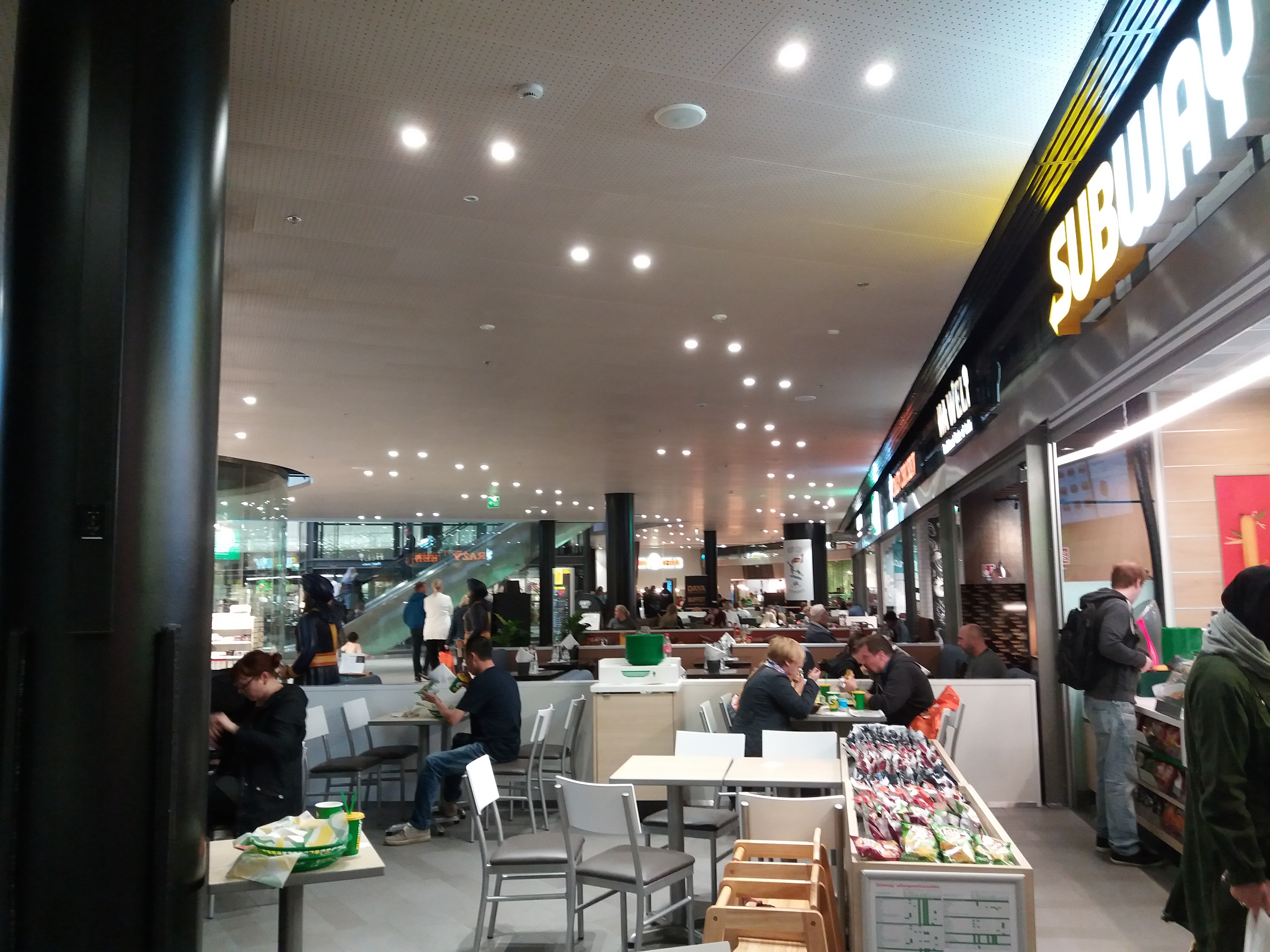
Subway en el Centro Comercial Redi en Kalasatama, Helsinki, Finlandia

Hay Subway's en Baréin, Irak (sólo en las bases militares), Israel, Jordania, Kuwait, el Líbano, Omán, Palestina, Catar, la Arabia Saudita y los Emiratos Árabes Unidos.
América
Existe en Argentina, Colombia, Bolivia, Brasil, Canadá, Chile, Costa Rica, Ecuador, El Salvador, los Estados Unidos, México, Guatemala, Honduras, Nicaragua, Panamá, el Perú, Uruguay y Venezuela. Además de un restaurante exclusivo con planes para abrir en la Bahía de Guantánamo en Cuba próximamente.
Pronto la cadena llegará a Paraguay y Surinam.

## Productos

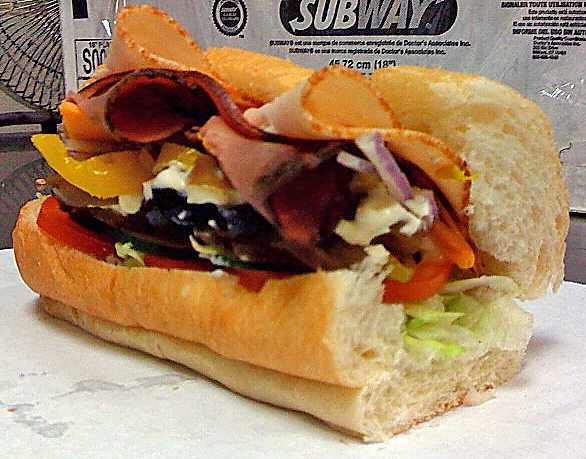
Sándwich SUBWAY Club 6".

El producto principal de Subway es el sándwich de estilo submarino o "Sub", que por lo general se sirve en baguette o pan francés. Desde 2001, existen varios tipos de pan y una línea de productos específicos. En la mayoría de locales se ofrece la posibilidad de tostarlos. Junto a los bocadillos se pueden pedir ensaladas o incluso desayunos.
Los sándwiches y bocadillos se venden en distintos tamaños y formatos (aunque por lo general la unidad básica del éxito tiene dimensiones de 30 centímetros de largo y hasta 10 de alto) y se pueden añadir complementos. Además de un menú estándar, la cadena lanza promociones especiales durante ciertas partes del año. 

### Variaciones regionales
Los menús varían dependiendo del establecimiento, país y mercado, esto principalmente debido a las imposiciones religiosas y/o culturales en relación con la carne servida.
Existen establecimientos kosher en varias ciudades de los Estados Unidos y en los países musulmanes se puede pedir un menú halal, es decir, no sirven productos de carne de res y de cerdo en deferencia a creencias hindúes y musulmanes respectivamente, vendiendo una gama vegetariana extendida debido al gran número de vegetarianos y veganos en el país.
En 2006, la primera tienda kosher abrió en los Estados Unidos, un suburbio de Cleveland, Ohio. El portavoz de Subway, Jared Fogle, dijo: "Con ligeras modificaciones, como la ausencia de productos a base de carne de cerdo, y el uso de queso a base de soja, el menú es prácticamente idéntico a cualquier otro restaurante de Subway". En la India abrió su primer restaurante en 2001 en Nueva Delhi. En este país, el restaurante no sirve carne vacuna, de cerdo, o cualquier producto derivado de ellos. En contraste, vende una amplia gama de productos vegetarianos y veganos.
En 2011, Subway presentó pan y otros productos libres de gluten en algunas regiones de Texas. También reduce la sal en un 15% en sus productos.